# Código QR

Link para a página principal da Wikipédia (PT), em código QR.

Código QR (sigla do inglês Quick Response, "resposta rápida" em português) é um código de barras, ou barrametrico, bidimensional, que pode ser facilmente escaneado usando a maioria dos telefones celulares equipados com câmera. O código foi criado em 1994 pela companhia japonesa Denso Wave. Esse código é convertido em texto (interativo), um endereço URI, um número de telefone, uma localização georreferenciada, um e-mail, um contato ou um SMS.
Inicialmente empregado para catalogar peças na produção de veículos, hoje o QR Code é usado no gerenciamento de inventário e controle de estoque em indústrias e comércio. Desde 2003, foram desenvolvidas aplicações que ajudam usuários a inserir dados em telefone celular (telefone móvel) usando a câmera do aparelho. Os códigos QR são comuns também em revistas e propagandas, para registrar endereços e URLs, bem como informações pessoais detalhadas. Em cartões de visita, por exemplo, o código QR facilita muito a inserção desses dados em agendas de telefones celulares. Programas de captura ou PCs com interface RS-232C podem usar um escâner para capturar as imagens.
O padrão japonês para o código QR, JIS X 0510, foi lançado em janeiro de 1999 e corresponde ao padrão internacional ISO/IEC 18004, tendo sido aprovado em junho de 2000. Segundo o site da Denso-Wave, o "código QR é aberto para uso e sua patente, pela Denso-Wave, não é praticada".

## Padrões

Estrutura de um código QR, destacando os elementos funcionais.

Existem diversos padrões de codificação QR:
- Outubro de 1997 — AIM (Association for Automatic Identification and Mobility) International[5]
- Janeiro de 1999 — JIS X 0510
- Junho de 2000 — ISO/IEC 18004:2000[6] (presentemente retirado)
 Define símbolos QR Code Model 1 e QR Code Model 2.
- 1 de setembro de 2006 — ISO/IEC 18004:2006[7]
 Define QR Code 2005 symbols, uma extensão do QR Code Model 2. Não especifica como ler QR Code Model 1 symbols, ou requer ele para aderência ao padrão.

Na camada de aplicação, existem variadas formas de implementação. NTT DoCoMo estabeleceu um padrão para codificação de e-mails, URNs e URLs, informações de contatos e outros tipos de informação. O projeto de código aberto "ZXing" mantém uma lista de tipo de código QR.

### Gerações dos QR Codes
Do ponto de vista de capacidades técnicas, os QR Codes podem ser divididos em 4 gerações claramente identificáveis:
- Primeira Geração: QR Codes estáticos. Geralmente são códigos gerados gratuitamente em várias plataformas online. Cada código só aponta para uma URL ou um conteúdo, pois as informações estão escritas no próprio código. Não podem ser alterados após a criação do código, não geram analytics e geralmente não podem ser customizados (cores, inserção de logos, dentre outros).
- Segunda Geração: QR Codes dinâmicos. Códigos gerados com um link curto de redirecionamento. Possuem um servidor que armazena a URL final e essa pode ser editada sem ter que modificar o QR Code. Nesta segunda geração, o QR Code pode ser impresso em altos volumes, como em embalagens e impressos, sem problemas, pois poderá ser alterado e corrigido posteriormente. É altamente recomendado para aplicações industriais e corporativas.
- Terceira Geração: QR Codes dinâmicos múltiplos. Um só código entrega vários conteúdos dinâmicos tais como links, PDF, Vídeo, Realidade Aumentada, dentre outros. Também recomendado para aplicações industriais e corporativas, pois permite ajustes mesmo após o QR Code ter sido impresso. Os múltiplos conteúdos podem ser editados em uma espécie de CMS - Content Management System, que hospeda dados e analytics.
- Quarta Geração: QR Codes flexíveis. Além de possuirem as mesmas características dos QR Codes de terceira geração, os de quarta geração permitem a entrega flexível de conteúdos segundo o perfil e a localização dos usuários finais. Para a entrega personalizada uma aplicação especial precisa ser usada. Enquanto usuários comuns acessam o conteúdo de uso geral (estes não precisam de nenhuma aplicação específica), usuários alvo de conteúdos especiais precisam fazer uso de uma aplicação para os identificar. Um bom exemplo de aplicação de QR Codes de quarta geração são os códigos para bula digital. Enquanto o consumidor final acessa a bula normal do medicamento, os médicos e profissionais de saúde, ao escanearem o mesmo QR Code, terão acesso a conteúdos com maior aprofundamento técnico.

### Correção de erros

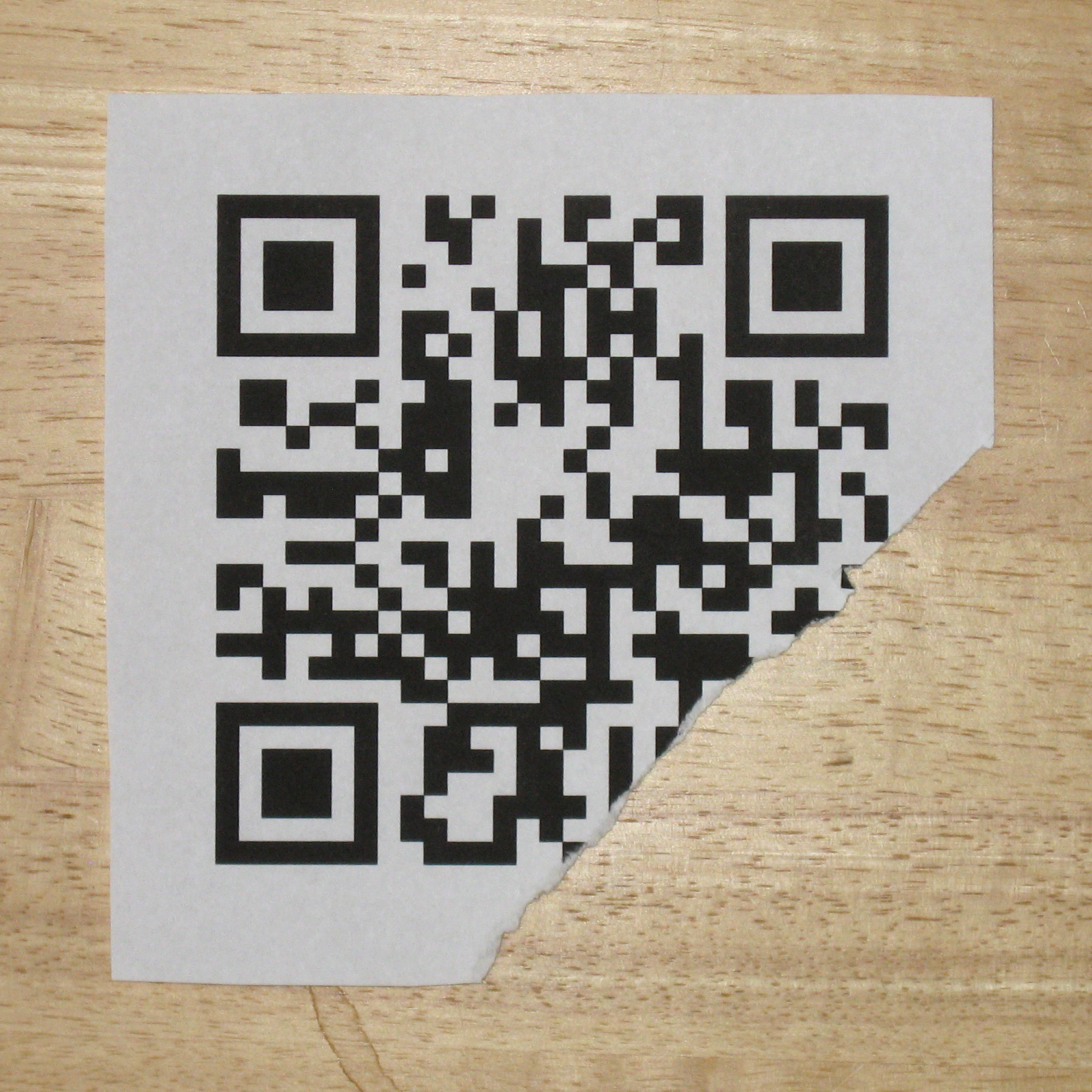
Mesmo danificado o código QR pode ser lido, devido ao armazenamento de dados para correção de erros.

Além da informação desejada (por exemplo uma URL), o código QR armazena dados que garantem sua leitura mesmo se houve dano (ver ilustração) ou adquiriu ruído. Padrões:
- no Nível L (Low) 7% dos dados é redundante, usada para correção de erros;
- no Nível M (Medim) 15%;
- no Nível Q (Quartile) 25%;
- no Nível H (High) 30%.

Devido à correção de erros, a leitura do código QR pode ser feita a certa distância, sem muita preocupação com ângulo e foco, por câmeras simples (vinculadas a aplicativos adequados), tais como as câmaras de telefones celulares e tablets.
Quando a captura da imagem é precisa (ex. códigos usados apenas na fábrica), o nível de correção de erro pode ser menor. O uso de nível de correção de erro mais elevado permite a criação de códigos QR artísticos sem que percam a sua funcionalidade. Estes códigos personalizados podem ter várias cores e conter um logotipo e/ou uma imagem embutidos. Com códigos QR personalizados pode-se promover uma marca ou produto de forma simultaneamente criativa e interativa, captando a atenção dos consumidores, e não desperdiçando o espaço impresso.

### Capacidade de armazenamento

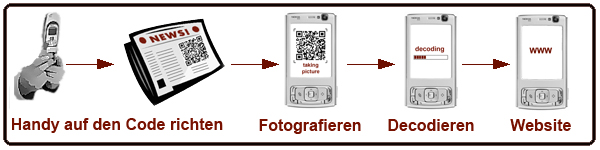
Navegando no celular por URL (link) obtida automaticamente do código QR impresso. Códigos de baixa capacidade, tais como versão 1 nível L, já são capazes de expressar URLs.

O código QR indica o tipo de conteúdo que foi armazenado, por exemplo, se foi apenas um número, ou se foi uma frase. Para tanto o padrão estabelece diferentes modos de entrada no armazenamento.

Possíveis caracteres conforme modo (e respectiva taxa de ocupação):
- Somente numérico (3⅓ bits/char): 0, 1, 2, 3, 4, 5, 6, 7, 8, 9
- Alfanumérico (5½ bits/char): 0–9, A–Z (maiúsculas apenas), espaço, $, %, *, +, -, ., /, :
- Binário (8 bits/char): padrão ISO 8859-1
- Kanji/kana (13 bits/char): padrão Shift JIS X 0208

A "capacidade em número de caracteres" depende das capacidades da versão ("resolução" em número de módulos), do modo (tipo de caractere), e do nível de correção de erro.
Capacidade da versão 1 (imagem com 21×21 módulos):
- Numérica — máx. 41 caracteres no nível L, 17 no nível H
- Alfanumérica — máx. 25 caracteres no nível L (suficiente para URL curta), 10 no nível H
- Binário (8 bits) — máx. 17 bytes no nivel L, 7 no nivel H
- Kanji/Kana — máx. 10 caracteres no nivel L, 4 no nivel H

Capacidade máxima, versão 40 nível L (imagem com 177×177 módulos):
- Numérica — máx. 7089 caracteres
- Alfanumérica — máx. 4296 caracteres
- Binário (8 bits) — máx. 2953 bytes
- Kanji/Kana — máx. 1817 caracteres

Ilustrando como poderiam ser códigos-QR resultantes conforme a versão:
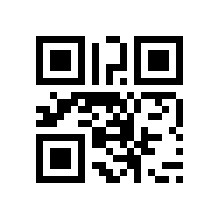
Versão 1 (21×21)
Versão 2 (25×25)
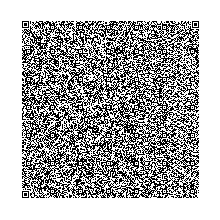
Versão 40 (177×177)

### Como é utilizado
Com o QR Code é possível disponibilizar diversas informações, como um número de telefone, texto, contato, mensagem ou endereço da web, com um simples apontar da câmera do celular.

## Licença
O uso de códigos QR é livre de qualquer licença, sendo definido e publicado como um padrão ISO. Os direitos de patente pertencem à empresa Denso Wave, que decidiu não usá-los. O termo QR code é uma marca registrada da Denso Wave Incorporated.

## Uso
Desde que foi inventado o QR Code tem sido utilizado para as mais variadas funções, no entanto, nos últimos anos a sua utilização tem estado muito associada a acções de marketing e comunicação, fazendo uma ponte de ligação entre a comunicação online e a comunicação offline.
Em Portugal foi desenvolvido, por Fernando de Matos Katro, em 2012, um projecto que resultou de um trabalho de uma agência de comunicação, a MSTF Partners, para o Turismo de Portugal e para a Associação de Valorização do Chiado que consistia na utilização de QR Code em calçada portuguesa com o objectivo de divulgar Lisboa enquanto destino turístico. A ideia foi fazer um QR Code, uma das tecnologias com maior potencial do século XXI, com pedras de calçada portuguesa, uma das mais antigas tradições portuguesas.
"Acabou de ler o primeiro código QR do mundo feito em calçada portuguesa", disponível em português e em inglês, é a mensagem inicial que aparece ao entrar nesta experiência. Num segundo nível de informação foram acrescentadas informações turísticas e comerciais sobre a oferta cultural, gastronómica, hoteleira e de comércio no Chiado.
O sucesso do QR Code em calçada portuguesa foi de tal modo grande que atravessou o Atlântico e foi implementado, em 2013, no calçadão das praias do Rio de Janeiro, o que permite aos turistas ampliar o conhecimento sobre a cidade através de um novo recurso tecnológico. Ao aproximar o smartphone, o utilizador poderá receber informações como a origem do nome da região ou a agenda de actividades turísticas, como os locais ideias para ver o pôr-do-sol no local ou visitar um museu próximo, ou ainda informações culturais, gastronómicas e comerciais.[carece de fontes?]
No Brasil, o primeiro anúncio publicitário a utilizar o código QR foi publicado pela loja Fast Shop, em dezembro de 2007. Mais tarde, em junho de 2008, a cerveja Nova Schin publicou um anúncio com o código e a Claro fez uma campanha utilizando o código QR em novembro de 2008. A revista Galileu, da editora Globo, também incluiu códigos QR para oferecer ao usuário acesso a informações extras pelo celular. Em novembro de 2008, durante o Salão do Automóvel de São Paulo, a Volkswagen utilizou o código para uma pequena ação em seu stand.[carece de fontes?]
Ainda no Brasil, em 2015, precisamente em São Paulo, diante de pesquisas realizadas para atender o Curso de Moda Inclusiva, promovido pela Secretaria de Estado dos Direitos da Pessoa com Deficiência, teve como idealizadora do projeto e coordenadora Daniela Auler e como aluna Marilene Bego (Keka), que encontrou uma nova forma de uso para o QR Code: transformou a imagem em etiqueta de roupa e denominou-a "etiqueta falada". O objetivo da sua pesquisa, Moda Praia Inovação, foi atender pessoas com deficiência visual e oferecer liberdade de escolha e autonomia de compra e uso de um produto.[carece de fontes?]